# Operações de tecnologia da informação
Operações de tecnologia da informação, ou operações de TI, são o conjunto de todos os processos e serviços que são fornecidos por uma equipe de TI para seus clientes internos e externos e usados por eles, para serem executados como um negócio. O termo refere-se a aplicação de gerenciamento de operações para uma necessidade de tecnologia do negócio.
A definição de operações de TI difere através da indústria de TI, onde fornecedores e organizações individuais geralmente criam suas próprias definições personalizadas de tais processos e serviços para o propósito de comercializar seus próprios produtos. O trabalho de operações pode incluir a resposta de bilhetes gerados para trabalho de manutenção ou questões de clientes. Os times podem usar o monitoramento de eventos para detectar incidentes. Muitas operações dependem de respostas sob-chamadas para incidentes durante períodos fora de hora. Os times de operações de TI também conduzem as implantações de software e operações de manutenção.

## Termos relacionados

### DevOps
DevOps é um processo de desenvolvimento e entrega de software que busca automatizar o processo de integração, teste, implantação e alterações de infraestrutura de software por meio do estabelecimento de uma cultura e ambiente onde a construção, teste e liberação de software possa acontecer rapidamente, frequentemente e de maneira mais segura.
DevOps foca na melhoria da automação e medição de métricas de sistema. Geralmente, não é considerada um papel de trabalho separado, mas é aplicada por todos os desenvolvedores de uma empresa.